# Antoine Sautier
Antoine Sautier (fallecido en 1801) fue un jardinero francés que participó en la expedición a las Tierras del Sur dirigida por Nicolas Baudin. Asistente de Anselme Riedlé, murió durante el viaje de exploración científica entre las islas de Timor y Nueva Holanda.

## Biografía
Poco se sabe de la vida de Sautier antes de embarcarse a la expedición Baudin. Se sabe que era un estudiante de jardinería que fue invitado a unirse al viaje, subiendo a las corbetas Géographe y Naturaliste para cartografiar la costa de Nueva Holanda (actual Australia), realizar observaciones científicas y recolectar especímenes de historia natural. Fue uno de los cinco miembros del equipo de jardineros que sirvieron en este viaje, los otros fueron Antoine Guichenot, François Cagnet y Merlot, todos bajo la supervisión del jardinero jefe Anselme Riedlé.
Durante la expedición, Sautier recolectó especímenes y muestras de plantas y hierbas autóctonas de las islas Canarias, Mauricio y Australia Occidental. Su colección está en los museos herbarios de París, el Museo Británico de Londres y Kew. Un diario manuscrito que mantuvo durante el viaje se conserva en la Biblioteca Nacional del Museo de Historia Natural de París.
Sautier murió en el tramo del viaje entre la isla de Timor (visitada del 21 de agosto al 12 de noviembre de 1801) y Nueva Holanda, siendo enterrado en el mar de Timor el 15 de noviembre de 1801. En su honor, el botánico Joseph Decaisne bautizó el género acanthaceae Sautera Decne.